# Топа (блогер)
То́па (настоящее имя — Евге́ний Влади́мирович Попадине́ц (укр. Євген Володимирович Попадинець); род. 28 ноября 1990, Николаевка, Харьковская область, Украинская ССР, СССР) — российский видеоблогер и музыкант. Создатель научно-развлекательного YouTube-канала «Utopia Show».

## Биография
Евгений Владимирович Попадинец родился 28 ноября 1990 года в городе Первомайский Харьковской области Украинской ССР. Там же провёл детские годы. Позднее семья переехала в Москву, где уже проживали одни из родственников, и получила российское гражданство. В столице Попадинец сблизился с двоюродным братом Алексеем, с которым в дальнейшем продолжит творческий путь. В юности Попадинец активно занимался спортом: катался на коньках, роликах, скейтборде и сноуборде. Сотрудничал с одним из брендов спортивной одежды и снаряжения, рекламировал продукцию. Однако прекратил занятия спортом после травмы ног.
Общеобразовательную среднюю школу Евгений окончил в Москве, затем поступил в ГИТИС, где закончил отделение музыкального театра и кино. После получения диплома ГИТИСа Попадинец прошёл пробы в русском сериале и был утверждён на небольшую роль. В 22 года увлёкся фотографией и через короткое время открыл собственную фотостудию. Затем Евгений познакомился с популярными видеоблогерами-пранкерами Николаем Соболевым и Гурамом Нарманией, в качестве оператора участвовал в съёмках их шоу Rakamakafo.
14 апреля 2015 года Евгений создал YouTube-канал «Utopia Show», где вместе с двоюродным братом Алексеем выкладывал ролики на научно-развлекательную тематику: основной целью канала является развеивание популярных мифов о разнообразных загадочных явлениях и разоблачение известных конспирологических теорий с помощью научных фактов, логического мышления и наглядных доказательств. В описаниях к роликам Попадинец даёт ссылки на научные публикации и исследования.
В ноябре 2017 года снялся в сериале «Паук» на телеканале «Че».
5 июля 2018 года принял участие в фестивале Geek Picnic, а 20 июля 2019 года выступил на пятом фестивале VK Fest. Также выступил на фестивале VK Fest 13 июля 2024 года.
Во втором сезоне сериала "Смешная история" сыграл Николая Гоголя - блогера, снимающего ролики про сверхъестественное.

## Личная жизнь
Евгений женат на Марине Аристарховой, которая участвует в создании видеороликов, а также ведёт страницы канала в социальных сетях.

## Проекты
По состоянию на декабрь 2024 года основной канал Utopia Show имеет 5 основных рубрик: «Топ Сикрет», «Мифы, в которые мы верим», «Ты бы никогда такое не загуглил (Что?)», «Антология обмана», «Страшно реально»; 7 рубрик являются закрытыми: «ЖизаПережиза», «Ясн!», «ЛайкФакт», «С научной точки зрения», «Парадокс Ферми», «Беды с Башкой» и «Следы прошлого». Кроме основного канала, Попадинец ведёт также Live-канал, где публикует кадры со съёмок, Live-видео, рубрику «До того как стало страшно» и ведёт стримы. С мая 2024 года Евгений публикует на втором канале короткие видео из рубрики «Топ Сикрет».

### Utopia Show
| «Топ Сикрет» | «Топ Сикрет»                                                                                     | «Топ Сикрет» | «Топ Сикрет»     |
| №            | Название видео                                                                                   | Название темы | Дата премьеры    |
| ------------ | ------------------------------------------------------------------------------------------------ | --- | ---------------- |
| 1            | «Пришельцы найдены в Зоне 51»                                                                    | Зона 51 | 14 апреля 2015   |
| 2            | «Тайна Снежного человека»                                                                        | Снежный человек | 14 апреля 2015   |
| 3            | «Люди в чёрном»                                                                                  | Люди в чёрном | 23 апреля 2015   |
| 4            | «Что такое дежавю?»                                                                              | Дежавю | 5 мая 2015       |
| 5            | «Слендермен»                                                                                     | Слендермен | 14 мая 2015      |
| 6            | «Лохнесское чудовище существует?»                                                                | Лох-несское чудовище | 25 мая 2015      |
| 7            | «Полтергейст»                                                                                    | Полтергейст | 11 июня 2015     |
| 8            | «Экстрасенсы»                                                                                    | Экстрасенсы | 1 июля 2015      |
| 9            | «Совпадения»                                                                                     | Несколько истории про совпадения | 9 июля 2015      |
| 10           | «Существует ли МЕТРО-2?»                                                                         | Метро-2 | 29 июля 2015     |
| 11           | «Оборотни»                                                                                       | Оборотень | 13 августа 2015  |
| 12           | «Чертова дюжина\13»                                                                              | «Чёртова дюжина» | 24 августа 2015  |
| 13           | «Можно ли продать душу дьяволу?»                                                                 | Договор с дьяволом | 11 сентября 2015 |
| 14           | «Проклятие фараонов»                                                                             | Проклятие фараонов | 20 сентября 2015 |
| 15           | «Путешествия во времени возможны»                                                                | Легенды о путешествиях во времени | 17 октября 2015  |
| 16           | «Откуда взялся Хэллоуин?»                                                                        | Хэллоуин | 31 октября 2015  |
| 17           | «ДЕД МОРОЗ VS САНТА КЛАУС»                                                                       | Дед Мороз, Санта Клаус, Новогодние и Рождественские традиции | 25 декабря 2015  |
| 18           | «Перевал Дятлова»                                                                                | Гибель тургруппы Дятлова | 30 января 2016   |
| 19           | «Ванговала ли Ванга?»                                                                            | Ванга | 15 февраля 2016  |
| 20           | «Девочка-фантом»                                                                                 | «Девочка-фантом Красноярска» | 27 февраля 2016  |
| 21           | «ЛЕС САМОУБИЙЦ»                                                                                  | Аокигахара | 5 марта 2016     |
| 22           | «Тайна Рейса 914»                                                                                | «Рейс 914» | 22 марта 2016    |
| 23           | «Как поймать Чупакабру?»                                                                         | Чупакабра | 5 мая 2016       |
| 24           | «Кто делает знаки на полях?»                                                                     | Круги на полях | 24 мая 2016      |
| 25           | «Филадельфийский эксперимент»                                                                    | Филадельфийский эксперимент | 20 июля 2016     |
| 26           | «Ужас Амитивилля»                                                                                | «Ужас Амитивилля» | 20 августа 2016  |
| 27           | «Что такое карма на самом деле»                                                                  | Карма | 13 октября 2016  |
| 28           | «Стоунхендж — фейк?»                                                                             | Стоунхендж | 26 ноября 2016   |
| 29           | «Эффект Манделы. Разоблачение?»                                                                  | Эффект Манделы | 14 декабря 2016  |
| 30           | «БИЛЛИ МИЛЛИГАН ЛЖЕЦ?»                                                                           | Билли Миллиган и «множественная личность» | 24 января 2017   |
| 31           | «Салем. Ведьмы существуют??»                                                                     | Процесс над салемскими ведьмами | 8 февраля 2017   |
| 32           | «Вскрытие пришельца / Розуэлльский инцидент»                                                     | Розуэлльский инцидент | 7 марта 2017     |
| 33           | «Инопланетные иероглифы»                                                                         | Палеоконтакт | 4 апреля 2017    |
| 34           | «Демон в зеркале / Пиковая дама существует?»                                                     | «Пиковая дама» | 22 апреля 2017   |
| 35           | «Правда о Вендиго»                                                                               | Вендиго | 23 мая 2017      |
| 36           | «Вайомингский инцидент»                                                                          | «Вайомингский инцидент» | 7 июня 2017      |
| 37           | «Инопланетный сигнал WOW!»                                                                       | «Сигнал „Wow!“» | 3 июля 2017      |
| 38           | «Реальное путешествие во времени»                                                                | «Джон Тайтор» | 27 июля 2017     |
| 39           | «Кукла Аннабель»                                                                                 | Кукла «Аннабель» | 13 августа 2017  |
| 40           | «Пытаемся разглядеть монстра. Рейк»                                                              | «Рейк» | 7 сентября 2017  |
| 41           | «Все тайны Бермудского треугольника»                                                             | Бермудский треугольник | 18 октября 2017  |
| 42           | «Нибиру снова прилетает!!!»                                                                      | «Нибиру» | 8 декабря 2017   |
| 43           | «Пришельцы нас похищают!»                                                                        | Похищение пришельцами | 18 января 2018   |
| 44           | «Как получить бессмертное тело?»                                                                 | «Нетленность» | 21 февраля 2018  |
| 45           | «Дом, который построили призраки»                                                                | Дом Винчестеров | 29 апреля 2018   |
| 46           | «Древние технологии»                                                                             | Неуместные артефакты и абидосские иероглифы | 5 июля 2018      |
| 47           | «Мегалодон жив!»                                                                                 | Мегалодон | 8 сентября 2018  |
| 48           | «Что предсказывал Нострадамус?»                                                                  | Предсказания Мишеля Нострадамуса | 30 октября 2018  |
| 49           | «Здесь кто-нибудь есть?»                                                                         | «Доска Уиджа» | 20 февраля 2019  |
| 50           | «Я слышу голоса в белом шуме!»                                                                   | Феномен электронного голоса | 20 мая 2019      |
| 51           | «Искусство требует жертв» («Проклятые картины»)                                                  | «Проклятые картины» | 20 июля 2019     |
| 52           | «Симпсоны знают всё \| Предсказания»                                                             | «Симпсоны» | 28 октября 2019  |
| 53           | «Добро пожаловать в кошмар» («Сонный паралич опасен»)                                            | Сонный паралич | 25 января 2020   |
| 54           | «Вашингтонская карусель / Самый необъяснимый случай НЛО»                                         | «Вашингтонская карусель» | 2 апреля 2020    |
| 55           | «Файлы Пентагона \| Что сняли пилоты?»                                                           | Видеозаписи «неопознанных летающих объектов», обнародованные Пентагоном | 9 июня 2020      |
| 56           | «Ты не должен это открывать»                                                                     | «Ящик Диббука» | 7 сентября 2020  |
| 57           | «Самая паранормальная история»                                                                   | «Энфилдский полтергейст» | 26 декабря 2020  |
| 58           | «Человек, которого не существует»                                                                | Джон Зегрус, или «Человек из Тауреда» | 3 апреля 2021    |
| 59           | «Дьявол заставил меня это сделать»                                                               | Суд над Арне Шайенном Джонсоном | 1 июля 2021      |
| 60           | «Звуки апокалипсиса» («Гул Земли»)                                                               | «Гул Земли» и звук «Bloop» | 25 декабря 2021  |
| 61           | «Во мне живёт две личности»                                                                      | Клеточная память | 28 апреля 2022   |
| 62           | «Главная тайна раскрыта»                                                                         | Фильм и книга «Секрет» и «Закон притяжения» из «Нового мышления»: позитивное мышление, аффирмации и манифестации | 17 сентября 2022 |
| 63           | «Вы не видели этого монстра»                                                                     | Человек-мотылёк | 23 декабря 2022  |
| 64           | «Очень странный заговор»                                                                         | «Проект „Монток“» | 13 мая 2023      |
| 65           | «ОНИ СРЕДИ НАС»                                                                                  | Уфологические теории: якобы обнаружение «сигналов с Марса» Николой Теслой, «Чёрный рыцарь», слушания в Конгрессе США по поводу НЛО, продемонстрированные в Конгрессе Мексики Хайме Моссаном «мумии пришельцев», и др. | 28 октября 2023  |
| 66           | «ПОЛНАЯ ИСТОРИЯ ЭКЗОРЦИЗМА»                                                                      | Экзорцизм и его популяризация: фильм «Ребёнок Розмари», роман «Экзорцист» Уильяма Блэтти и фильм «Изгоняющий дьявола», история Аннелизы Михель и Рональда Ханкелера, дезинформация в фильмах, эпилепсия и эпилептический психоз, диссоциация, глоссолалия и др., а также объяснение одержимости | 31 мая 2024      |
| 67           | «Человек, который обманул мир» («Создатель теорий заговора»; «Человек, с которого всё началось») | Арт Белл и некоторые паранормальные истории, популяризированные его радиопередачей «Coast to Coast AM»: «адские звуки» Кольской сверхглубокой скважины, легенда о «дыре Мэла», ранчо «Скинуокер», «загадочный звонок» Брайана Гласса, а также история о пришельцах возле кометы Хейла — Боппа, приведшая к массовому самоубийству членов секты «Врата Рая».                                                                                           | 16 декабря 2024  |
| 68           | «ТАЙНОЕ МИРОВОЕ ПРАВИТЕЛЬСТВО»                                                                   | Конспирологические теории вокруг Ватикана, масонов и иллюминатов и некоторые связанные истории: теории о тамплиерах и Ватиканском архиве, пророчество святого Малахии о папах римских, «Великий гримуар» и связанное с этим убийство двух женщин в Лондоне 6 июня 2020 года, явления Девы Марии в Фатиме и три тайны Фатимы, хроновизор, теории о связи Ватикана, Ватиканской обсерватории и Большого бинокулярного телескопа с НЛО и инопланетянами. | 18 июля 2025     |

| «Ты бы такое никогда не загуглил — „Что?“» | «Ты бы такое никогда не загуглил — „Что?“» | «Ты бы такое никогда не загуглил — „Что?“» |
| №                                          | Названия и субъекты тем | Дата премьеры                              |
| ------------------------------------------ | --- | ------------------------------------------ |
| 1                                          | Взрывающиеся термиты; эверсия желудка у акул; кювьеровы органы у голотурий; нелепая смерть Клемента Валландигэма; не умевший летать Супермен в первых комиксах о нём; определимая на слух разница вязкости холодной и горячей воды; влияние закрытого носа на возможность напевать с закрытым ртом; Трупный синод — суд над трупом папы римского Формоза; посмертная победа Фрэнк Хейз в скачках; невозможность храпа в космосе; страховые конверты «Аполлонов»; гаргулья Дарта Вейдера на Вашингтонском кафедральном соборе; постоянная видимость человеком собственного носа; первоначальная практика показа трейлеров к фильмам | 9 ноября 2019                              |
| 2                                          | Временной параллакс и роллинг-шаттер; пивное наводнение 17 октября 1814 года в Лондоне; поющая авиадебоширка на рейсе авиакомпании American Airlines из Лос-Анджелеса в Нью-Йорк в мае 2013 года; пение птиц под алкогольным опьянением; Барт Сибрел и теория плоской Земли; шерсть белых медведей; остеотом — одна из первых цепных пил и их использование в хирургии; дырочки у колпачков ручек; опасность стаканчиков из-под мороженого от «McDonald’s» для ежей; история йо-йо; колдовство и магия джуджу в футболе в странах Африки; случаи смертей из-за веры в колдовство в Африке; нелепая смерть Гарри Хоя; способы ослабить действие щекотки; инцидент с падением атомной бомбы в Марс-Блаффе 11 марта 1958 года | 30 декабря 2019                            |
| 3                                          | Запрет серии «Тоненькие ножки» Свинки Пеппы в Австралии; редактирование изображений курения Уолта Диснея; неудачные примеры антинаркотической кампании в США (карандаши «Слишком крут, чтобы принимать наркотики», англ. Too cool to do drugs); Пизанская башня; нос и назальный цикл; Папа-Уэстрей и самый короткий в мире авиамаршрут; колливубл; переедание у грифов и орлов; «Книга, которая не станет ждать» (исп. El libro que no puede esperar) с исчезающими чернилами; гипермаркет «Чешская мечта» (чеш. Český sen) и документальный фильм про эту мистификацию; недооценка визуальных эффектов фильма «Трон»; нюхальщики подмышек для проверки стойкости дезодорантов; история специального оттенка жёлтого цвета для школьных автобусов, сигнальные свойства жёлтого цвета и история красного цвета для пожарных автомобилей | 13 апреля 2020                             |
| 4                                          | Ортотопическая и гетеротопическая трансплантация; маски чумных докторов и теория миазма; крысиный король и беличий король; «наказание» реки Гинд по приказу Кира II Великого (по словам Геродота); влияние наличия сахара в банках с газировкой и плотности воды (и других факторов) на их плавание или утопление; васаби и его имитация; красноватый слизистый секрет бегемотов и миф про их розовое молоко; изменение цвета оперения фламинго и влияние на это пищи и содержанием каротина; косоглазие как признак красоты у народа майя; особенности глаз и зрачков у копытных; Женевские конвенции; деревня Монови с единственной жительницей | 27 августа 2020                            |
| 5                                          | Рефлекс Лазаря (спинномозговой рефлекс) как признак смерти; запрет на смерть в Лонгйире; «Дети из камеры хранения» (термин и книга); дом серийного убийцы Трэвиса Мори; смерть Мостафы Махмуда Заида 12 октября 2009 года; Чарльз Харпер Беннет и его непричастность к фотографии взрыва мула; безголовые портреты, посмертная фотография и вероятная фальсификация большинства подобных фотографий; цвет «Коричневая мумия» и использование мумий не по назначению в принципе; обувь и аксессуары из кожи и костей преступника (Джорджа Пэрротта (известного как Большой Нос Джордж); фермы тел; использование настоящих скелетов в аттракционе «Пираты Карибского моря» в Диснейленде и (предположительно) в фильме «Полтергейст»; синдром чужой руки; «Спящая красавица», «Золушка» и «Лис и охотничий пёс» как оригинальные произведения; никтофобия | 31 октября 2020                            |
| 6                                          | Красный и другой цветной снег, а также его влияние на повышение уровня моря; фестиваль Таканакуй; NORAD Tracks Santa и настоящая причина возникновения мероприятия; почтовый индекс Пер-Ноэлья (H0H 0H0, Квебек, Канада); повторяющиеся календари; налог на просмотр телевидения в Великобритании для финансирования BBC; традиция «Кентукки на Рождество» (англ. «Kentucky for Christmas») в Японии; спелые огурцы; разница времени на островах Ратманова и Крузенштерна; Милл Эндс Парк и история его возникновения; песня «Jingle Bells» в космосе (во время миссии корабля «Джемини-6A»); «кладбище» вкусов мороженого Ben & Jerry’s | 31 декабря 2020                            |
| 7                                          | Жук-водолюб и его выживаемость в желудочно-кишечном тракте лягушек; борьба с осьминогом; история рулевого колеса; виды чёрно-белой киноплёнки (панхроматическая, ортохроматическая и чувствительная к синему цвету киноплёнка) и специальный грим под ортохроматическую и чувствительную к синему киноплёнку; конкурсы на самую прямую осанку; теория заговора сериала «Звёздный путь» (Краснорубашечники) и её опровержение; сокровища Фенна; случай с искавшей саму себя в Исландии туристкой; дермоидная киста на роговице глаза (как и в других частях тела) и случаи полного поражения обоих глаз этой опухолью; дермальные зубчики на глазах китовых акул; случай с кражей у сотрудницы магазина кошелька со всей кассой магазина; случай с беспрерывным проигрыванием песни «Stairway to Heaven» группы Led Zeppelin на протяжении суток радиостанцией KLSK-FM в Альбукерке в 1991 году; Барбара Ремингтон и её неточные иллюстрации для обложек к романам «Властелин колец» и «Хоббит, или Туда и обратно»; опасность чихания внутрь организма; случай с перепутавшей футбольный мяч и голову судьи «умной» камерой с искусственным интеллектом на футбольном матче в Шотландии в 2020 году; первоапрельский розыгрыш с прописанной мелким шрифтом «продажей души дьяволу» в лицензионных соглашениях от интернет-магазина компьютерных игр GameStation в 2010 году; суперкомпьютер «Condor Cluster» из консолей PlayStation 3 | 8 марта 2021                               |
| 8                                          | «Пыхтящий Билли» (англ. Puffing Billy) — один из самых первых пылесосов Хьюберта Сесила Бута; связь «металлического» запаха монет и запаха человека, этимология слова «карантин»; первоначальное значение слова «дедлайн»; показанная по норвежскому телевидению 134-часовая трансляция плавания судна «Nordnorge»; произведения «4′33″» и «As Slow as Possible» Джона Кейджа; организация «The Reef Ball Foundation» и искусственные рифы из праха умерших людей; сгорающие при входе в атмосферу космические грузовики как «падающие звёзды»; знак парикмахерских и первоначальные функции парикмахерских и барбершопов (и работавших в них цирюльников); случаи застревания угрей в носах тюленей; смертоносный рекламный трюк со столкновением поездов 15 сентября 1896 года в городке Краш в Техасе; влияние алкоголя на возможность разрыва полного мочевого пузыря; головная боль из-за холодовых стимулов | 11 июля 2021                               |
| 9                                          | Автополо; история используемого при прыжке с летящего воздушного судна либо с высоты клича «Джеронимо!»; асимметричное расположение ушей у некоторых видов сов; использование висмута субгаллата для ослабления запаха выделяемых из организма газов; история с подрывом туши мёртвого кашалота в городе Флоренс, штат Орегон, США в 1970 году и история со спонтанным взрывом туши кашалота на Тайване в 2004 года; лимнологические катастрофы на озёрах Манун и Ньос в Камеруне (1984 и 1986 годы соответственно); история Уэсли Ховарда из города Медфорд, штат Орегон, США; история попадания лётчиком-испытателем Томом Эттриджем выстрелом из пушки истребителя Grumman F-11 Tiger в этот же истребитель в сентябре 1956 года; история резиновых уточек (и других пластиковых игрушек) Friendly Floatees и потенциал этих игрушек в океанологии; пробка длиной более чем в 100 километров в августе 2010 года в Китае | 5 октября 2021                             |
| 10                                         | Вибриссы у дельфинов; морги на круизных судах; SS Canberra — использованный как войсковой транспорт в Фолклендскую войну бывший круизный лайнер; минные поля и пингвины на Фолклендских островах; история контактных линз; прежние способы наращивания и пересадки ресниц; смертельный полёт Аделира Антониу де Карли на гелиевых воздушных шариках; скоростные спуски на лопатах; снег в пустыне Сахара; парадоксальное стремление человека раздеться на последних стадиях переохлаждения; воздушное столкновение двух самолётов Avro Anson над Броклсби, Австралия; кот по кличке Стаббс — «мэр» города Талкитна, штат Аляска, США | 30 декабря 2021                            |
| 11                                         | Рыбный и грибной кетчуп; беговая дорожка как средство наказания заключённых; похитители трупов и экстраординарное оружие для защиты могил; этимология слова «лазер»; история изобретения термоса и этимология слова «термос»; террорист Ричард Рид и причина неудачи попытки террористического акта на самолёте Boeing 767 American Airlines 22 декабря 2001 года; протесты против строительства аэропорта «Нарита» в Японии и оставшийся жить на территории аэропорта фермер; Чарльз Рэдборн и первая в истории фотография среднего пальца; опасность ношения кошелька в заднем кармане брюк для седалищного нерва; связь катапультирования из самолёта с риском компрессионного перелома позвоночника и других серьёзных травм; «Предложение 65» штата Калифорния о безопасной питьевой воде и токсичных веществах и канцерогенах; золотые рыбки в естественной среде обитания и их опасность как инвазивного вида | 22 апреля 2022                             |
| 12                                         | Первоначальное использование одного из первых кондиционеров в типографиях и этимология слова «кондиционер»; синдром инсульта в салоне красоты (риск развития инсульта при неосторожном мытье головы в парикмахерской мойке); история строительства и первых лет эксплуатации Бруклинского моста — кессонная болезнь у строителей и давка на мосту в первые дни после открытия в 1883 году; запах скошенной травы и защитная функция вызывающих этот запах веществ; влияние температуры на оранжевый или зелёный цвет апельсинов, а также влияние апельсинов на появление названия оранжевого цвета; строение соцветий инжира и особенности жизненного цикла опыляющих его ос-бластофагов; сходство щелчка кнута, звукового удара при прохождении звукового барьера сверхзвуковыми самолётами и выстрела из огнестрельного оружия; «Камни-питомцы» — хитроумная идея бизнесмена Гэри Даля; особенности строения организма утконосов; дело передававших друг другу так и не выполненный «заказ» на убийство бизнесмена киллеров в Китае; нападения ворон-свистунов, или австралийских сорок на людей и других живых существ; управлявшие неавтоматизированными лифтами XIX—XX веков лифтёры и забастовка лифтёров в Нью-Йорке в 1945 году | 30 июня 2022                               |
| 13                                         | Неглерия Фоулера и вызываемый этой амёбой первичный амёбный менингоэнцефалит (неглериаз); эксперимент «Маленький Альберт» Джона Уотсона и Розали Рейнер; самоубийство спиритуалиста Томаса Линна Брэдфорда с целью доказать существование загробной жизни; рентгенотехник Карл Танцлер и история его сожительства с трупом любимой девушки Елены де Ойос; Мартин Куни и его мероприятия по спасению недоношенных детей путём демонстрации их в инкубаторах на выставках за плату; «Козлы Иуды» — используемые для перегона скота на скотобойню или для истребления инвазивных популяций козлов (либо овец) козлы или овцы; случай с прожившей целый год в шкафу в доме жителя японской Фукуоки (втайне от хозяина) посторонней 58-летней бездомной женщиной Тацуко Хорикавой; подвиг вырезавшего самому себе аппендицит на полярной станции в Антарктиде врача-хирурга Леонида Рогозова; созданная по указанию основателя американского телеканала CNN Тэда Тёрнера видеозапись исполнения христианского гимна «Ближе, Господь, к Тебе» для показа в последние минуты вещания CNN во время ядерной войны | 1 ноября 2022                              |
| 14                                         | Неудачная попытка объявить вне закона снег в городе Сиракьюс, штат Нью-Йорк, США после сильнейших снежных бурь; «Великая снежковая битва» в долине реки Раппаханнок зимой 1863 года в разгар Гражданской войны в США; мировой рекорд Гиннесса по количеству играющих в снежки людей (7681 человек) в канадском Саскатуне в 2016 году; амбра как парфюмерный ингредиент — версии образования амбры, способы добычи и синтетические аналоги; белая рыба как настоящее сырьё для крабовых палочек; пальмовые воры (кокосовые крабы) и возможная причастность этих ракообразных к гибели и исчезновению останков Амелии Эрхарт; прыжок парашютиста Джорджа Хопкинса на Девилс-Тауэр в 1941 году и операция по вызволению застрявшего на горе парашютиста; синдром беременности щенком; квартира для Гюстава Эйфеля на вершине Эйфелевой башни в Париже; моча лисицы и эссенция скунса как способ борьбы с незаконной вырубкой ёлок на Новый год и на Рождество; Евльский козёл — рождественская традиция в шведском городе Евле, а также постоянные попытки уничтожить или повредить эту скульптуру | 31 декабря 2022                            |
| 15                                         | Морские жабы и их умение «ходить» по морскому дну; экологическая катастрофа в Кливленде, штат Огайо, США 27 сентября 1986 года из-за одновременного запуска 1,5 миллиона воздушных шариков; история появления игрушки-пружинки «слинки» как военной технологии и всплеск популярности игрушки из-за мультфильма «История игрушек»; душ с тёплой водой как мера против побега из тюрьмы Алькатрас; синий окрас и другие особенности разновидности пчёл Osmia calaminthae; грязная гроза, или вулканическая молния; истоки туалетного юмора и свитки «Хохи-гассэн»; кинотеатр «Театр Солнца» в Мельбурне, Австралия и возможность оставлять в кинотеатре на время показа фильма младенцев в колясках; история случайно проглотившего 34 кг (75 фунтов) кокаина медведя-барибала; расследование ФБР вокруг песни «Louie Louie» группы The Kingsmen; проведший одну минуту в тюрьме Джо Мунк и другие истории самых коротких тюремных сроков; история гуся по кличке Энди; шоколад с рыбой от финской компании «Taiga»; сувенирные шариковые ручки с нематодами в Японии; история 2-летнего проживания на секвойе активистки Джулии Хилл | 29 мая 2023                                |
| 16                                         | Проект «Acoustic Kitty» по шпионажу со стороны ЦРУ за советскими дипломатами с помощью превращённых в живое записывающее устройство кошек; нелегальные «фермы» донорской крови в Индии; ликвидация фаллических изображений на трассах велогонки «Тур де Франс»; клуб для пожилых новозеландцев «The Coffin Club» по изготовлению и украшению гробов; обрушение подвесного моста в Грейт-Ярмуте, Великобритания 2 мая 1845 года во время циркового выступления; инцидент с BAC 1-11 над Дидкотом; история сталкинга жительницы Великобритании Аманды Плейл со стороны её собственного мужа; гибель жителя Флориды в результате обрушения его дома в карстовую воронку в 2013 году и карстовое обрушение 2007 года в Гватемале; фильм ужасов «Тинглер» 1959 года режиссёра Уильяма Касла и «аттракцион» для зрителей при показе этого фильма; скандалы вокруг фильма ужасов «Ад каннибалов» 1980 года и его режиссёра Руджеро Деодато; растягивание гуся; рыба-капля и общество по охране уродливых животных; продавший себя и свою жизнь на бирже Майк Меррилл | 11 ноября 2023                             |
| 17                                         | Соревнования по ничегонеделанию в Южной Корее; «магнито-электрический виталайзер» и другие сомнительные предложения и изобретения Томаса Эдисона-младшего; многоразовые «вечные пилюли» из сурьмы; история появления практики проигрывания музыки во время ожидания ответа оператора на телефонный звонок; музыка фамо и связанные с ней случаи убийств и бандитизма в Лесото; провал организованного Джоном Макфи трюка с прыжком парашютиста в костюме Санта-Клауса в городе Меса, штат Аризона, в 1932 году; зажигающий гирлянду на рождественской ёлке электрический угорь по прозвищу Мигель Уотсон; бассейн для мойки автомобилей «Auto Wash Bowl» как первая автомойка; гигантская разноцветная сосулька на стене общежития Массачусетского технологического института; дело о покушении на Ольгу Трапани с использованием замаскированного под камеру в рождественской упаковке обреза в руках несведущей Пёрл Ласк в 1946 году; «вечное рагу» в ресторане в Бангкоке и в средневековой Европе | 30 декабря 2023                            |
| 18                                         | Твёрдые подушки; мост в городе Чолутека в Гондурасе через изменившую своё русло реку; бейсбольная команда приговорённых к смертной казни заключённых тюрьмы штата Вайоминг в начале 1910-х годов; нелепая смерть от удара током на железном унитазе избежавшего смертной казни на электрическом стуле осуждённого за убийство Майкла Андерсона Годвина; британское телешоу «Космические кадеты» и розыгрыш участвовавших якобы в полёте в космос участников проекта; баржи по изготовлению мороженого в военно-морских силах США на тихоокеанском театре военных действий Второй мировой войны; розыгрыши от лётчика Джека Вуламса в ходе испытаний реактивных истребителей Bell; ранняя туалетная бумага с вероятностью заноз; погибший при извержении вулкана Сент-Хеленс в 1980 году фотограф Роберт Ландсбург; взаимосвязь между пересохшими от засухи бассейнами в штате Калифорния и ростом популярности скейтбординга; гибель голубей во время возжигания олимпийского огня на церемонии открытия Летней Олимпиады 1988 года в Сеуле; статуэтки птичек для фиксации взгляда фотографируемых детей у фотоаппаратов начала XX века; история настольного тенниса и этимология слова «пинг-понг»; загрязнение водоёмов мячами для гольфа; Стивен Ротстайн и программа безлимитных билетов AAirpass авиакомпании American Airlines; создающие имитацию паука крупного размера из тушек мёртвых насекомых пауки рода Cyclosa; скандал с нелегальными мигрантами из Шри-Ланки, попавшими в Европу под видом сборной команды по гандболу в 2004 году | 25 августа 2024                            |
| 19                                         | Гренландское эскимосское блюдо кивиак — ферментированное в туше тюленя мясо птицы; Йолебокафльод — исландская традиция дарения книг на Рождество; история прожившей в заточении более 25 лет Бланш Моннье; страх больных деменцией людей перед придверными ковриками чёрного цвета; японский «Ресторан ошибочных заказов» с больными деменцией официантами; марафонец Сидзо Канакури и его рекорд по самому долгому прохождению марафона вследствие исчезновения с соревнований на Летней Олимпиаде 1912 года в Стокгольме; мягкотелые черепахи; чемпионат мира среди Санта-Клаусов «ClauWau» в Швейцарии; цыганская упряжная лошадь (тинкер) и лошадиные усы; маньяк-щекотатель из Гластонбери в американском штате Коннектикут; перенос миссии STS-70 шаттла «Дискавери» из-за брачного сезона золотых дятлов и повреждения ими корабля; авиакатастрофа в Демократической Республике Конго якобы из-за крокодила на борту самолёта; история придворного карлика королевы Англии Генриетты Марии Французской Джеффри Хадсона; первоначальное цветное раскрашивание входных портиков католических соборов (наподобие «портика Славы» собора Святого Иакова в Сантьяго-де-Компостела); искусственное происхождение имени Светлана; история появления оленя Санта-Клауса Рудольфа и естественная краснота носов северных оленей | 31 декабря 2024                            |

| «Страшно реально» | «Страшно реально»                                  | «Страшно реально»             | «Страшно реально» |
| №                 | Название видео                                     | Тема                          | Дата премьеры     |
| ----------------- | -------------------------------------------------- | ----------------------------- | ----------------- |
| 1                 | «Реальная история КЛОУНА-УБИЙЦЫ»                   | Коулрофобия и Джон Уэйн Гейси | 6 сентября 2019   |
| 2                 | «Человек, который УБИЛ ХЭЛЛОУИН [Страшно Реально]» | Рональд Кларк О’Брайан        | 31 октября 2021   |
| 3                 | «ИСТОРИЯ ОДНОЙ ОШИБКИ [Страшно Реально]»           | Кейтлин Фолбигг               | 5 сентября 2023   |

| «Ясн!» | «Ясн!»                                      | «Ясн!» | «Ясн!»           |
| №      | Название Видео                              | Тема | Дата премьеры    |
| ------ | ------------------------------------------- | --- | ---------------- |
| 1      | «Кока-кола не опасна?»                      | «Кока-кола» | 11 сентября 2016 |
| 2      | «Зачем ёлка на потолке?»                    | Выбрасывание старых вещей на Новый год в Италии, вешание елки вверх ногами на Новый год в Америке, история ёлочных игрушек, фейерверк-мейстер | 31 декабря 2016  |
| 3      | «Кто у нас врёт? Правда о ДЕТЕКТОРЕ ЛЖИ»    | Полиграф и ложь | 21 февраля 2017  |
| 4      | «Можно ли ЗАСТАВИТЬ людей подчинятся вам?!» | 25-й кадр и сублиминальная реклама | 23 марта 2017    |
| 5      | «Коэффициент ГЛУПОСТИ»                      | Коэффициент интеллекта | 6 мая 2017       |
| 6      | «Почему мы НИЧЕГО не помним?»               | Память и инфантильная амнезия | 13 июня 2017     |
| 7      | «Прививки убивают?»                         | Антипривочное движение и антиваксеры | 27 июня 2017     |
| 8      | «Правда про ОТПЕЧАТКИ ПАЛЬЦЕВ»              | Дактилоскопия | 19 июля 2017     |
| 9      | «Ходить ночью ЗАКОНОМ НЕ ЗАПРЕЩЕНО!»        | Лунатизм и лунатики | 22 сентября 2017 |
| 10     | «КВАНТОВОЕ БЕССМЕРТИЕ и не только»          | Квантовое бессмертие | 9 апреля 2018    |
| 11     | «ВИЧ/СПИД = ЗАГОВОР?»                       | ВИЧ, СПИД, антивакцинаторство и антипрививочное движение, Ольга Ковех, ВИЧ-диссиденты                                                         | 27 июля 2018     |

| «Беды с башкой» | «Беды с башкой»                                   | «Беды с башкой» | «Беды с башкой»  |
| №               | Название видео                                    | Тема | Дата премьеры    |
| --------------- | ------------------------------------------------- | --- | ---------------- |
| 1               | «Как управлять ЖИЗНЬЮ других людей?»              | Физикализм, эффект Пигмалиона, эффект Голема, самореализующееся пророчество, конец света | 9 апреля 2020    |
| 2               | «ЭФФЕКТ СТРЕЙЗАНД»                                | Эффект Стрейзанд | 15 сентября 2020 |
| 3               | «Ошибка Техасского Стрелка \| Как узнать правду?» | Ошибка техасского стрелка | 4 октября 2019   |
| 4               | «Феномен Баадера-Майнхоф \| Они преследуют меня!» | Феномен Баадера-Майнхоф | 14 августа 2019  |
| 5               | «Как работает НОСТАЛЬГИЯ?»                        | Ностальгия | 26 апреля 2019   |
| 6               | «Как я могу тебя ОБМАНУТЬ?»                       | Эффект доктора Фокса | 20 декабря 2018  |
| 7               | «ПОЧЕМУ ПРОПАГАНДА РАБОТАЕТ?»                     | Пропаганда, иллюзорное превосходство, избыточная точность, эффект самоуверенности, предвзятость нормальности, предвзятость подтверждения, эффект третьего лица, эвристика доступности, ошибка атрибуции, апелляция к личности, вина по ассоциации, апелляция к авторитету, подмена тезиса, аргумент к незнанию | 9 апреля 2022    |

| «ЖизаПережиза» | «ЖизаПережиза»              | «ЖизаПережиза»           | «ЖизаПережиза»   |
| №              | Название видео              | Суть                     | Дата премьеры    |
| -------------- | --------------------------- | ------------------------ | ---------------- |
| 1              | ЖизаПережиза [ЖП] — СВЕТ    | Отключение электричества | 23 сентября 2015 |
| 2              | ЖизаПережиза [ЖП] — ТЕЛЕФОН | Эффект положения         | 23 сентября 2015 |

| «Парадокс Ферми» | «Парадокс Ферми»        | «Парадокс Ферми»            | «Парадокс Ферми» |
| №                | Название Видео          | Тема                        | Дата премьеры    |
| ---------------- | ----------------------- | --------------------------- | ---------------- |
| 1                | Неужели мы совсем ОДНИ? | Парадокс Ферми              | 26 марта 2019    |
| 2                | Космос, ты нас слышишь? | Парадокс Ферми, METI и SETI | 1 апреля 2019    |

| «С научной точки зрения» | «С научной точки зрения»                        | «С научной точки зрения» | «С научной точки зрения» |
| №                        | Название видео                                  | Тема | Дата премьеры            |
| ------------------------ | ----------------------------------------------- | --- | ------------------------ |
| 1                        | Любовь с НАУЧНОЙ точки зрения?                  | Любовь с научной точки зрения                                                                                                   | 4 мая 2017               |
| 2                        | Почему нам снятся КОШМАРЫ?                      | Кошмары | 15 мая 2017              |
| 3                        | Раньше было лучше!                              | Реклама | 17 мая 2017              |
| 4                        | Человек-паук с научной точки зрения!            | Человек-паук с научной точки зрения                                                                                             | 9 июля 2017              |
| 5                        | Почему нас УКАЧИВАЕТ?                           | Укачивание | 27 сентября 2017         |
| 6                        | А ТЫ ДОСТОИН? Тор с НАУЧНОЙ точки зрения        | Тор и его способности с научной точки зрения                                                                                    | 14 ноября 2017           |
| 7                        | ТЕЛЕФОНЫ НАС УБИВАЮТ?!                          | Дезинформация и заблуждения по поводу опасности телефонов                                                                       | 23 ноября 2017           |
| 8                        | ЧЕЛОВЕК или МАШИНА? Кто умнее?                  | Роботы, ИИ и восстание машин | 29 марта 2018            |
| 9                        | СУПЕРГЕРОЙСКАЯ МЕТКОСТЬ с научной точки зрения! | Соколиный глаз и его меткость с научной точки зрения                                                                            | 3 мая 2018               |
| 10                       | Как создать ПСИХОПАТА?                          | Робофобия, Чат-бот TayTweets, IBM Watson, Deep Empathy, Nightmare Machine, ИИ Shelly, ИИ Norman и его восприятие Теста Роршаха. | 31 октября 2018          |
| 11                       | МУЗЫКА С ТОГО СВЕТА/Клуб 27                     | Клуб 27 | 7 декабря 2018           |
| 12                       | Что будет, если СЕБЯ ЗАМОРОЗИТЬ?                | Крионика и Анабиоз | 12 июня 2019             |
| 13                       | МОЗГ НА ФЛЕШКЕ/ЦИФРОВОЕ БЕССМЕРТИЕ              | Цифровое бессмертие и Трансгуманизм                                                                                             | 24 февраля 2020          |
| 14                       | УЖАСЫ ВНУТРИ НАС                                | Страх | 19 ноября 2020           |

### Utopia Live
| «ДО ТОГО КАК СТАЛО СТРАШНО» | «ДО ТОГО КАК СТАЛО СТРАШНО»                   | «ДО ТОГО КАК СТАЛО СТРАШНО» |
| №                           | Название видео                                | Дата премьеры               |
| --------------------------- | --------------------------------------------- | --------------------------- |
| 1                           | До того как стало страшно [Halloween edition] | 31 октября 2019             |
| 2                           | ДО ТОГО КАК СТАЛО СТРАШНО № 2                 | 31 октября 2020             |
| 3                           | ДО ТОГО КАК СТАЛО СТРАШНО № 3                 | 31 октября 2021             |
| 4                           | ДО ТОГО КАК СТАЛО СТРАШНО № 4                 | 1 ноября 2022               |
| 5                           | ДО ТОГО КАК СТАЛО СТРАШНО № 5                 | 1 ноября 2023               |
| 6                           | ДО ТОГО КАК СТАЛО СТРАШНО № 6                 | 31 октября 2024             |

| «Топ Сикрет» | «Топ Сикрет»                 | «Топ Сикрет»  | «Топ Сикрет»   |
| №            | Название видео               | Название темы | Дата премьеры  |
| ------------ | ---------------------------- | ------------- | -------------- |
| 1            | «САМАЯ ПЕРВАЯ ПСЕВДОНАУКА»   | Френология    | 25 мая 2024    |
| 2            | «Мьюинг — самый опасный мем» | «Мьюинг»      | 1 августа 2024 |
| 3            | «Поиск привёл к трагедии»    | Лозоходство   | 1 декабря 2024 |
| 4            | «Курс на тот свет»           | Тета-хилинг   | 3 апреля 2025  |

## Рейтинги и публикации
- 24 января 2019 года канал Utopia Show вошёл в список образовательных каналов в жанре научпоп от Google[19]. 30 января того же года канал занял пятое место в списке образовательных YouTube-каналов в жанре научпоп[20].
- В 2019 году по рекомендации многоканальной сети Yoola фрагмент одного из роликов Utopia Show был добавлен в версию фильма «Люди в чёрном: Интернэшнл» для СНГ[21].
- 22 июня 2020 года вошёл в длинный список премии «Просветитель. Digital»[22][23][24][25].